# William Alexander Graham
Pour les articles homonymes, voir William Graham et Graham.
William Alexander Graham (5 septembre 1804 – 11 août 1875) était un homme politique américain originaire de Caroline du Nord qui fut notamment sénateur de 1840 à 1843, gouverneur de 1845 à 1849 et candidat malheureux à la vice-présidence des États-Unis en 1852.

## Biographie
Graham est né le 5 septembre 1804 près de Lincolnton en Caroline du Nord. Il fut diplômé de l'université de Caroline du Nord à Chapel Hill avant d'être admis au barreau en 1825 et d'entamer une activité de juriste à Hillsborough.
De 1833 à 1840, il représenta le comté d'Orange à la Chambre des représentants de Caroline du Nord dont il fut deux fois président. En 1840 Graham fut élu au Sénat des États-Unis pour le Parti whig après la démission de Robert Strange. Il y présida le comité sénatorial sur les plaintes. Son frère aîné, James Graham (en), fut représentant de la Caroline du Nord entre 1834 et 1846.
De 1845 à 1849, Graham fut gouverneur de Caroline du Nord. Ayant refusé les postes d'ambassadeur en Espagne et en Russie, il intégra en 1850 le cabinet du président Millard Fillmore en tant que secrétaire à la Marine. Lors de l'élection présidentielle de 1852, il brigua sans succès le poste de vice-président sur le ticket whig mené par le général Winfield Scott. De retour en Caroline du Nord, il rejoignit le sénat de l'État de 1854 à 1866 avant de devenir sénateur au Congrès des États confédérés de 1864 à 1865.
En 1866, Graham fut réélu au Sénat des États-Unis mais comme la Caroline du Nord n'avait pas encore été réintégrée après la guerre de Sécession, il ne put siéger. De 1867 à 1875, il fut membre du conseil d'administration du Peabody Fund qui fournissait une aide éducative aux États du Sud dévastés par la guerre. Il fut également arbitre dans le litige frontalier qui opposa la Virginie et le Maryland entre 1873 et 1875.
Il mourut à Saratoga Springs dans l'État de New York en 1875 et fut inhumé à Hillsborough.
Le destroyer USS Graham (en), le liberty ship SS William A. Graham de la Seconde Guerre mondiale et la ville de Graham dans le comté de Graham ont été nommés en son honneur.